# مارتین میشیچکا
مارتین میشیچکا (چکی: Martin Myšička؛ ‏ ۹ مارس ۱۹۷۰) بازیگر اهل جمهوری چک بود. وی از سال ۱۹۹۶ میلادی تاکنون مشغول فعالیت بوده‌است.
از فیلم‌ها یا برنامه‌های تلویزیونی که وی در آن نقش داشته‌است، می‌توان به برادران کارامازوف، ستاره چهارم، کارت شناسایی، در سایه، فرشته تبهکار، عملیات سیلور ای، خیابان و شارلاتان اشاره کرد.